# Abborrtjärnen (Lits socken, Jämtland, 702850-147546)
Abborrtjärnen är en sjö i Östersunds kommun i Jämtland och ingår i Indalsälvens huvudavrinningsområde.